# 湯姆·科爾
湯姆·科爾（英語：Tom Cole；1949年4月28日—）是美国的一位政治人物。

## 生平
自2003年開始，他是奧克拉荷馬州第4選舉區選出的美國眾議院議員。在進入國會之前，他曾經擔任奧克拉荷馬在參議院議員。他的黨籍是共和黨。科爾是目前美國國會僅有的五位美國原住民議員之一，其餘為馬克韋恩·馬林、伊薇特·赫瑞爾、莎莉絲·戴維斯及德布·哈蘭德。